# Hafnarfjörður (fjord)
Pour l’article homonyme, voir Hafnarfjörður.
L'Hafnarfjörður, toponyme islandais signifiant littéralement en français « fjord du port », est un fjord d'Islande situé dans le Sud-Ouest du pays, au sud de la capitale Reykjavik. Encadré au nord par la péninsule d'Álftanes et au sud par celle de Reykjanesskagi, il baigne la ville d'Hafnarfjörður située au fond du fjord. Il est l'un des fjords de la Faxaflói, la grande baie du Sud-Ouest de l'Islande.